# Takatsuki
Takatsuki (japanisch 高槻市, -shi) ist eine Stadt in der Präfektur Osaka in Japan.

## Geographie
Takatsuki liegt nördlich von Osaka und südwestlich von Kyōto.

## Geschichte
Takatsuki ist eine alte Burgstadt, auf der deren Burg Takatsuki im 16. Jahrhundert die Takayama-Daimyō residierten, bis sie 1600 abgesetzt wurden. Unter den Tokugawa residierten dort die Toki, Matsudaira, Okabe, wieder die Matsudaira und schließlich von 1649 bis 1868 die Nagai mit einem Einkommen 33.000 Koku.
Takatsuki wurde am 1. Januar 1943 Stadt. Aufgrund der Lage zwischen bedeutenden Städten Kyōto und Osaka und ihrer guten Erreichbarkeit je 13–15 Minuten von Takatsuki nach Kyoto bzw. Osaka, hat Takatsuki in den letzten Jahrzehnten einen rasanten Aufschwung insbesondere als Pendlerstadt erlebt.

## Sehenswürdigkeiten
- Kabusan-ji

## Verkehr
- Straße:
  - Nationalstraßen 170, 171
- Zug:
  - JR Tōkaidō-Hauptlinie, zwischen Osaka und Kyōto

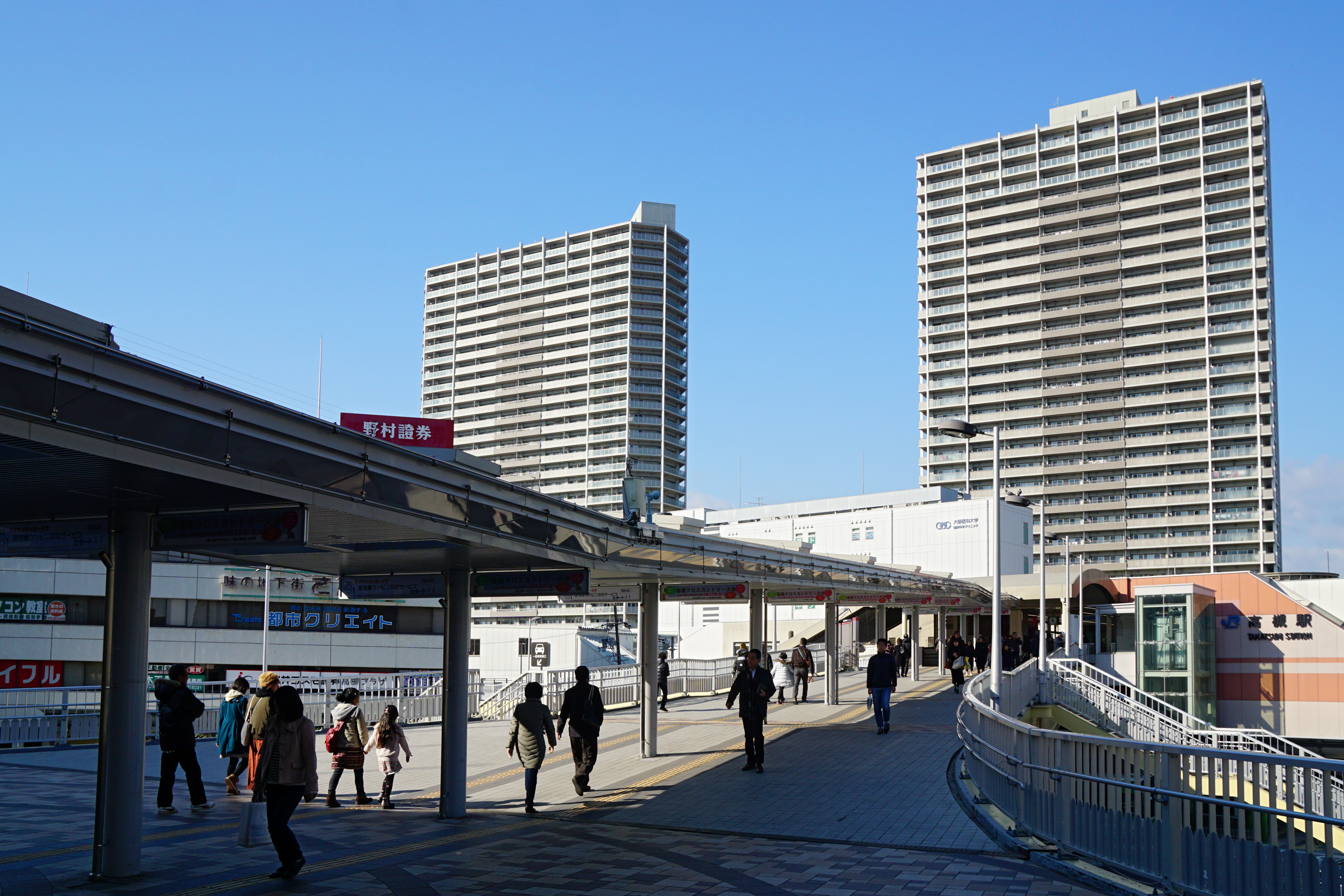
JR-Bahnhof Takatsuki

  - Hankyū Kyōto-Linie

## Städtepartnerschaften
- Changzhou, VR China, seit 1987
- Manila, Philippinen, seit 1979
- Toowoomba, Queensland, Australien, seit 1991

## Söhne und Töchter der Stadt
- Kazuki Dōhana (* 1998), Fußballspieler
- Toshio Irie (1911–1974), Schwimmer
- Yukiko Ishibashi, Violinistin
- Yūzō Kanemaru (* 1987), Sprinter und Olympionike
- Hayato Nukui (* 1996), Fußballspieler
- Takaya Numata (* 1999), Fußballspieler
- Nobunari Oda (* 1987), Eiskunstläufer
- Ōya Sōichi (1900–1970), Kommentator
- Tanaka Ryohei (1933–2019), Künstler
- Takahide Umebachi (* 1992), Fußballspieler

## Weblinks

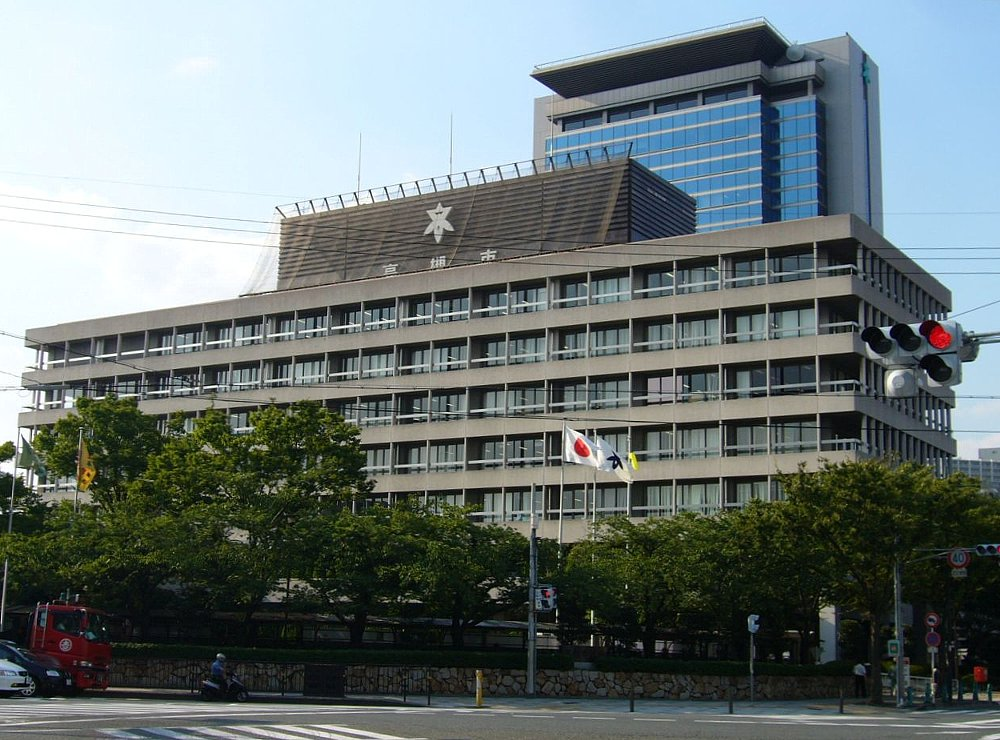
Rathaus von Takatsuki

## Angrenzende Städte und Gemeinden
- Präfektur Osaka
  - Settsu
  - Hirakata
  - Ibaraki
  - Shimamoto
- Präfektur Kyōto
  - Kyōto
  - Kameoka